# Bruno Mingeon
Bruno Mingeon (n. 7 septembrie 1967, Bourg-Saint-Maurice, Rhône-Alpes, Franța) este un bober ce a reprezentat Franța, medaliat olimpic. A participat la 5 ediții ale Jocurilor Olimpice (1992, 1994, 1998, 2002, 2006) în care a câștigat o medalie de bronz.